# Fenomen fonètic
Un fenomen fonètic es produeix pel contacte de diversos sons en el discurs que fan que les característiques d'un d'ells s'alterin, ja sigui el punt d'articulació, el mode, la sonoritat o altres trets estructurals. L'alteració pot comportar fins i tot l'addició d'un nou so o la seva eliminació.
Alguns fenòmens fonètics són l'afèresi, l'apòcope, l'assimilació, la dièresi, la dissimilació, l'elisió vocàlica, l'emmudiment, l'epèntesi, l'haplologia, l'harmonia vocàlica, la metàtesi, la sensibilització, la sinalefa, el síncope o el so antihiàtic.

## Fenòmens consonàntics

### Modificació de la sonoritat
- Ensordiment: Fenomen consonàntic que es dona quan un so, inicialment sonor, es torna sord.

Les consonants oclusives, a final de síl·laba o de mot, ensordiran si van seguides de consonant sorda o vocal. Les consonants fricatives i africades, en el mateix context, només ensordiran si van seguides de consonant sorda, i no pas de vocal. Exemples: a fred intens la grafia d tindrà el so [t], però a fred glacial la mateixa grafia tindrà el so [d]
- Sonorització: Fenomen consonàntic que es dona quan un so, inicialment sord, es torna sonor.

Les consonants oclusives, a final de síl·laba o de mot, sonoritzaran si van seguides de consonant sonora. Les consonants fricatives i africades, en el mateix context, sonoritzaran si precedeixen una consonant sonora o una vocal. Exemples: a dos nois la grafia s tindrà el so [z], però a dos cotxes la mateixa grafia tindrà el so [s]

### Modificació del punt d'articulació
- Dentalització
- Labialització
- Palatalització
- Velarització

### Modificació del mode d'articulació
- Betacisme
- Fricativització
- Nasalització
- Rotacisme
- Vocalització